# Makgona Tsohle Band
Die Makgona Tsohle Band ist eine Band aus Soweto in Südafrika. Sie wurde weltweit bekannt als Backingband der Mahotella Queens und als wichtigste Pionierband des Mbaqanga-Sounds.
Der Name bedeutet so viel wie „Die Alleswisser“. Bandleader, Produzent und Komponist war West Nkosi, er spielte Saxofon und Pennywhistle; Marks Mankwane († 1998) spielte Leadgitarre, Vivian Ngubane Rhythmusgitarre, Joseph Makwela Bass und Lucky Monama Schlagzeug. Diese fünf Männer verließen ihre Heimatstadt Pretoria und ihre Jobs als Hausdiener und zogen nach Johannesburg, um als Berufsmusiker zu arbeiten. 
1964, bei den Sessions für ihre erste Plattenaufnahme, wurden sie von Rupert Bopape, dem Talentscout und Hausproduzenten der Plattenfirma Gallo, mit drei festangestellten Background-Sängerinnen, Hilda Tloubatla, Nobesuthu Shawe und Mildred Faith Mangxola, und Simon Nkabinde, einem aufstrebenden Sänger mit markanter Bass-Stimme, ins Studio geschickt. Heraus kam die Single Orlando Train und diese Kombination, die Makgoba Tsohle Band mit Mahlathini und den Mahotella Queens, die mehr als 30 Jahre lang Bestand haben und zu einer der erfolgreichsten Bands des Landes werden sollte. Orlando Train und die folgenden LPs wurden Chart-Erfolge. Besonders ihre Liveauftritte machten sie legendär. Für ihren ureigenen Stil setzte sich der Name mgqashiyo durch, meist übersetzt als indestructible beat oder Musik die ewig lebt.
Als die drei Mahotella Queens eine zehnjährige Karrierepause einlegten, um zu heiraten und Familien zu gründen, machte die Makgona Tsohle Band zunächst mit Mahlathini weiter (so auf seiner Soloplatte The Lion of Soweto), später auch mit den neuen Mahotella Queens (die aber von vielen Fans als B-Queens abgetan wurden). 1986 fand dann die Wiedervereinigung der Originalbesetzung statt, und die Platte Thokozile wurde aufgenommen. Es folgten weitere Alben und zahlreiche Tourneen in der ganzen Welt.